# Family Man (Fleetwood Mac)
Family Man is een nummer van de Brits-Amerikaanse band Fleetwood Mac uit 1988. Het is de vierde single van hun 14e studioalbum Tango in the Night.
Net als Big Love was ook "Family Man" aanvankelijk bedoeld voor een soloalbum van Lindsey Buckingham, maar later werd toch ook de rest van de band bij het nummer betrokken. Het nummer gaat over toewijding aan en verantwoordelijkheid nemen voor je familie. De plaat flopte in de Verenigde Staten met een 90e positie in de Billboard Hot 100, en ook in het Verenigd Koninkrijk was de plaat niet heel succesvol met een 54e positie. Wel werd het nummer een bescheiden hit in het Nederlandse taalgebied. Het bereikte de 32e positie in de Nederlandse Top 40, en de 30e in de Vlaamse Ultratop-lijst.

## Tracklijst
UK 7" vinyl single
1. "Family Man" – 4:01
2. "Down Endless Street" – 4:24

UK 12" vinyl single
1. "Family Man" (Extended Vocal Remix) – 8:30
2. "Family Party" (Bonus Beats) – 4:56
3. "You and I, Part II" – 2:56